# Lahos László
Lahos László (Balassagyarmat, 1933. január 17. – 2004. szeptember 20.) magyar labdarúgó.

## Pályafutása
A sportág alapjait Salgótarjánban sajátította el és itt lett NB I-es labdarúgó is. 1956-ban a Tatabányai Bányászhoz igazolt. 1958-ban tagja lett a világbajnokságra utazó válogatott csapatnak is, de vakbéműtétje miatt végül nem kapott játéklehetőséget a világbajnokságon.